# برايان غولدمان
برايان غولدمان هو طبيب كندي، ولد في 1956.